# Loches-sur-Ource

Loches-sur-Ource este o comună în departamentul Aube din nord-estul Franței. În 1 ianuarie 2022 avea o populație de 350 de locuitori.